# Art de la dynastie macédonienne
La dynastie des Macédoniens (867-1056) fut fondée par Basile Ier, et donna lieu à une renaissance artistique plus ou moins comparable à celle qui eut lieu plus tard dans les pays occidentaux, mais limitée à la capitale et à quelques grandes villes provinciales.  

## Contexte historique
La dynastie macédonienne est  considérée comme une période assez stable sur le plan politique : les frontières est et ouest se consolident, notamment avec la prise de Bari en 876. De même, la Crète, et une partie de la Syrie, et de la Palestine retournent dans les mains des empereurs byzantins. Leur alliance avec les Fatimides, généralement mal considérés dans le monde islamique car chiites, permet une consolidation du front oriental. Du côté occidental, l'installation de postes en Arménie et la victoire de Basile II en 1018 face aux Bulgares permet une stabilisation.

## Architecture
La période macédonienne voit s'ériger de nombreuses constructions, essentiellement religieuses, comme des églises et des monastères. L'idée de renaissance existe dès le IXe siècle, se manifestant à travers des noms commençant par néos ou kainos, c'est dire "nouveau". 
Le caractère de la roche, lié à la morphologie de la montagne, explique la conservation d'un grand nombre de ces monuments médiévaux.

### Églises

#### Plan

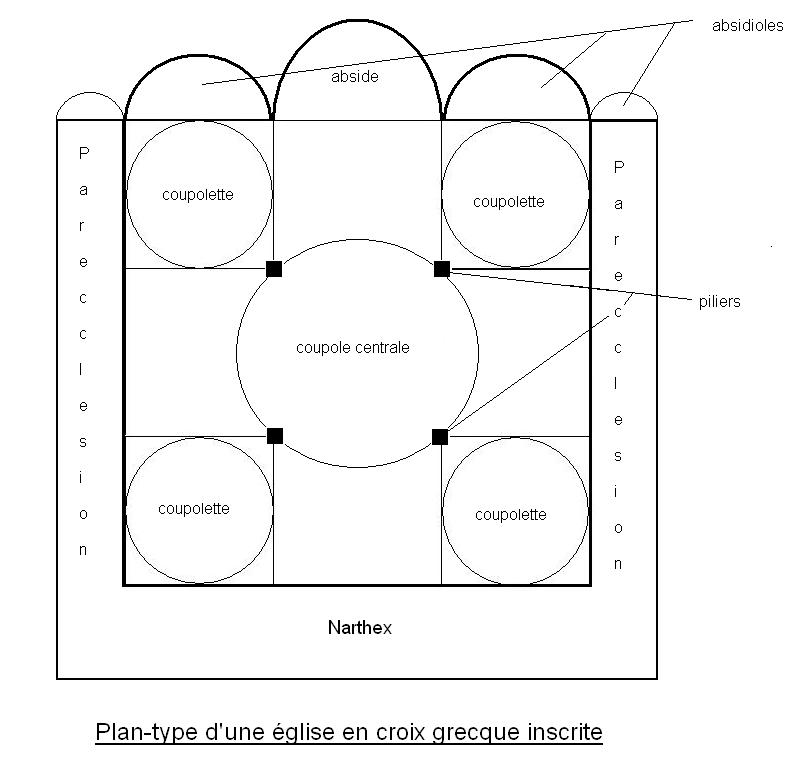
Plan-type d'une église en croix grecque inscrite

Les églises sont généralement de petites dimensions, et ce pour s'adapter aux besoins d'une communauté (laïque ou monacale) restreinte. Le matériau employé est en général la brique, parfois disposées en assises alternées avec du marbre. Le plan couramment employé est dit en croix grecque inscrite : au centre, une coupole reposant sur des piles (transition par des trompes creuses ou des pendentifs), dont partent quatre bras égaux couverts en berceau ; entre ces bras, de petites coupolettes couvrent les espaces laissés vides ; à l'est, une abside (la bêma) flanquée de deux absidioles (à son nord la prothésis, à son sud la diakonikon), ces trois absides, qui achèvent le bâtiment, peuvent être semi-circulaires ou à pans coupés. Tandis qu'à l'ouest se trouve en général (mais pas toujours) un narthex ; ce dernier peut être doublé (exonarthex) et prolongé sur les faces nord et sud par des parecclesia s'achevant par des absidioles.
L'église de la Néa (Nea Ekklesia, "Nouvelle Église"), construite vers 880 sur commande de Basile Ier est peut-être la première église à plan en croix grecque inscrite construite. Bien qu'entièrement disparue de nos jours, on la connaît par des textes, qui soulignent son aspect luxueux.
 L'exemple type d'église à plan en croix grecque inscrite encore conservée de nos jours est l’église du Myrélaion, à Constantinople, édifiée en 920 par Romain Ier Lécapène. Elle est actuellement transformée en mosquée et porte le nom de Bodrum Çamii. Sur deux étages, elle est bâtie en briques, mais plaquée à l'intérieur de marbres colorés, de mosaïques... qui offrent une impression de somptuosité. La coupole est élevée sur des pendentifs.
L'église de la Dormition de Skripou (Grèce) fut édifiée en 873-874. On doit y noter l’emploi de la pierre, caractéristique grecque, et le remploi de section de colonnes antiques pour sa décoration extérieure. Le plan n'est pas strictement un plan en croix grecque inscrite, mais marquerait plutôt la transition : à l'église en forme de croix, on a tant bien que mal intégré un transept, dont les bras sont saillants, et un narthex pour se mettre au goût du jour. 
Les plans s'éloignent parfois de celui en croix grecque inscrite : ainsi, les églises des monastères du mont Athos, comme celle de la grande Laure, édifié en 961, suivent un schéma différent, dit "plan athonite", pour s'adapter aux particularités de la liturgie.
 L'église de la Néa Moni, sur l'Île de Chios, suit également un plan tout à fait original, sa grande coupole reposant directement sur les murs de la nef carrée et sans bas côtés.

#### Décor
Le décor à l'intérieur des édifices en plan en forme de croix grecque inscrite est strictement défini, et crée un microcosme. Après la période iconoclaste, le dogme de l'Incarnation y est exalté. Ainsi, on trouve : 
- dans la coupole, le Christ pantocrator (maître des cieux et juge)
- dans le tambour de la coupole, des anges ou les apôtres
- dans la coupole de l'abside, la vierge, souvent orante (priant), symbolisant l'église en attente
- dans les pendentifs, des scènes de la vie du Christ, modèle de toute existence terrestre
- sur les piliers, les saints, piliers de la foi

Ces décors peuvent être peints, mais sont le plus souvent réalisés en mosaïque à fond d'or. Le monastère de Daphni conserve ainsi un magnifique ensemble de mosaïques.

### Monastères
Le monachisme est en plein essor, tant dans les zones urbaines que rurales. Les architectes prennent modèle sur le monastère Sainte-Catherine du Sinaï, fondé sous Justinien au VIe siècle et organisé autour d’une cour centrale à ciel ouvert. Au centre de celle-ci se situe l’église, tandis que les pièces de vie (cellules, réfectoire, magasins, etc.), sur deux niveaux, entourent la cour.
Le monastère d'Osios Loukas (Saint Luc) fut érigé en 945 à Saint-Luc–en-Phocide. Organisé autour d’une cour, il comprend deux églises : celle de la Théotokos, au nord, date de 946-955, tandis que celle du Catholicon fut édifiée au début du XIe siècle et décorée vers 1011. La coupole de cette dernière est édifiée sur des trompes d'angles, et non sur des pendentifs comme précédemment, ce qui donne l'illusion d'un espace plus large. Les inscriptions pseudo-koufiques qui tapissent les murs dénotent de l'influence des arts de l'Islam.

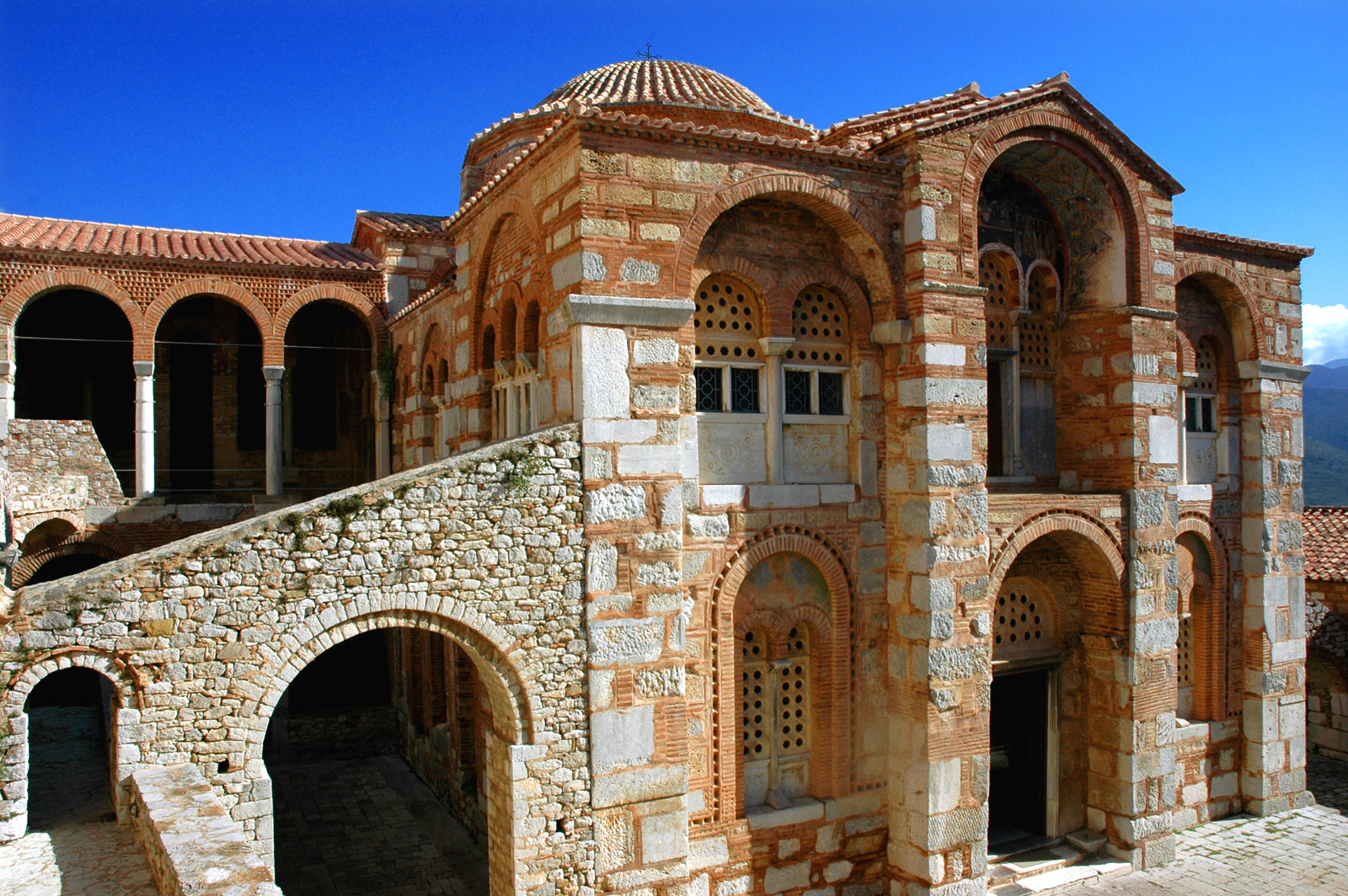
Monastère d'Osios Loukas

## Objets de luxe
Le luxe est très développé à la période macédonienne, car il est nécessaire à l’empereur pour sa propagande (cadeaux diplomatiques, réceptions d'ambassadeurs étrangers impressionnantes...) Cependant les conditions de productions de ces œuvres sont mal connues en raison d'une absence de sources. 
Les artistes n'impriment pas leur marque sur les objets. Les rares traces que l'on retrouve sont celles des commanditaires. En effet, faire fabriquer un objet de luxe est honorable et source de gloire pour le commanditaire à l'origine de sa création. 

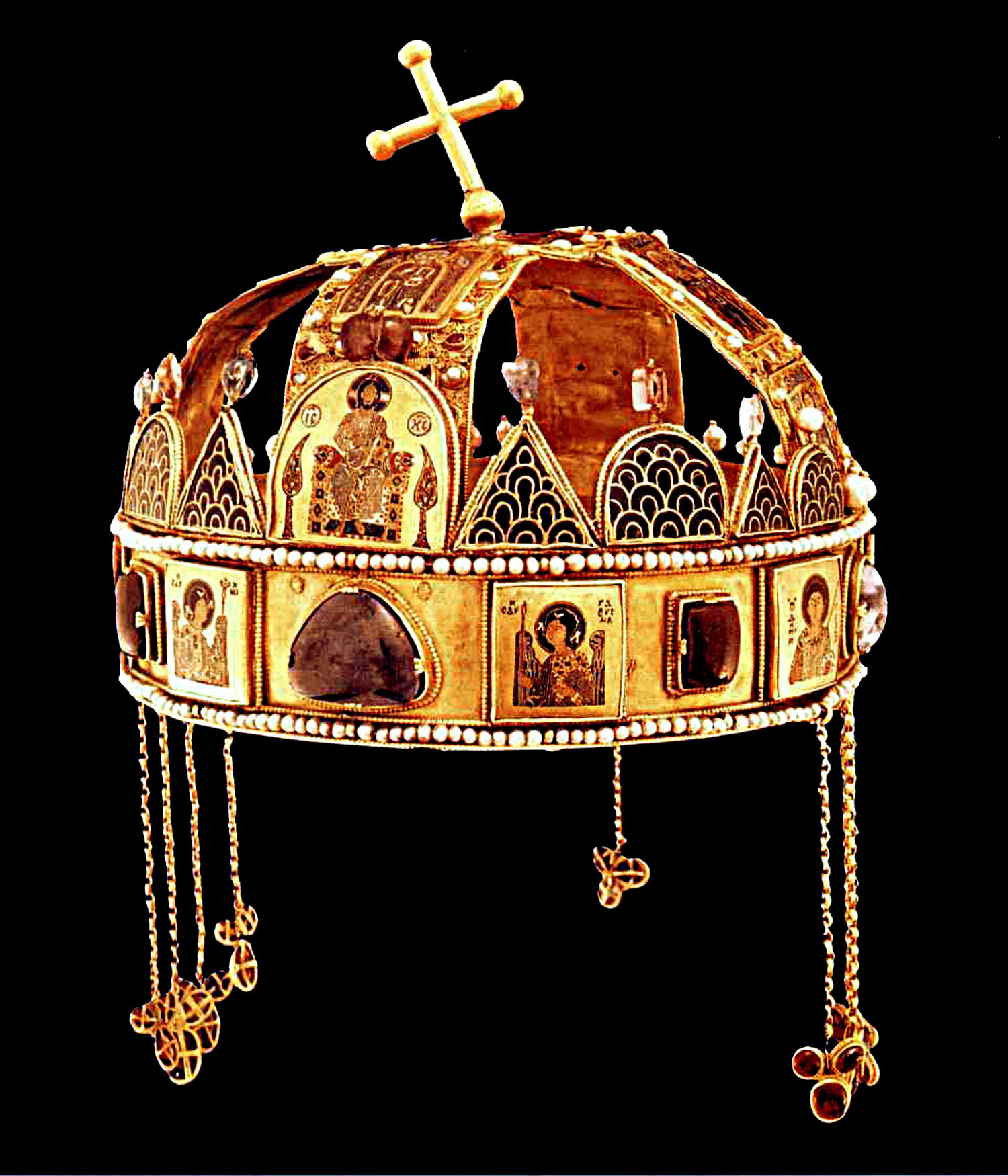
Couronne de saint Étienne
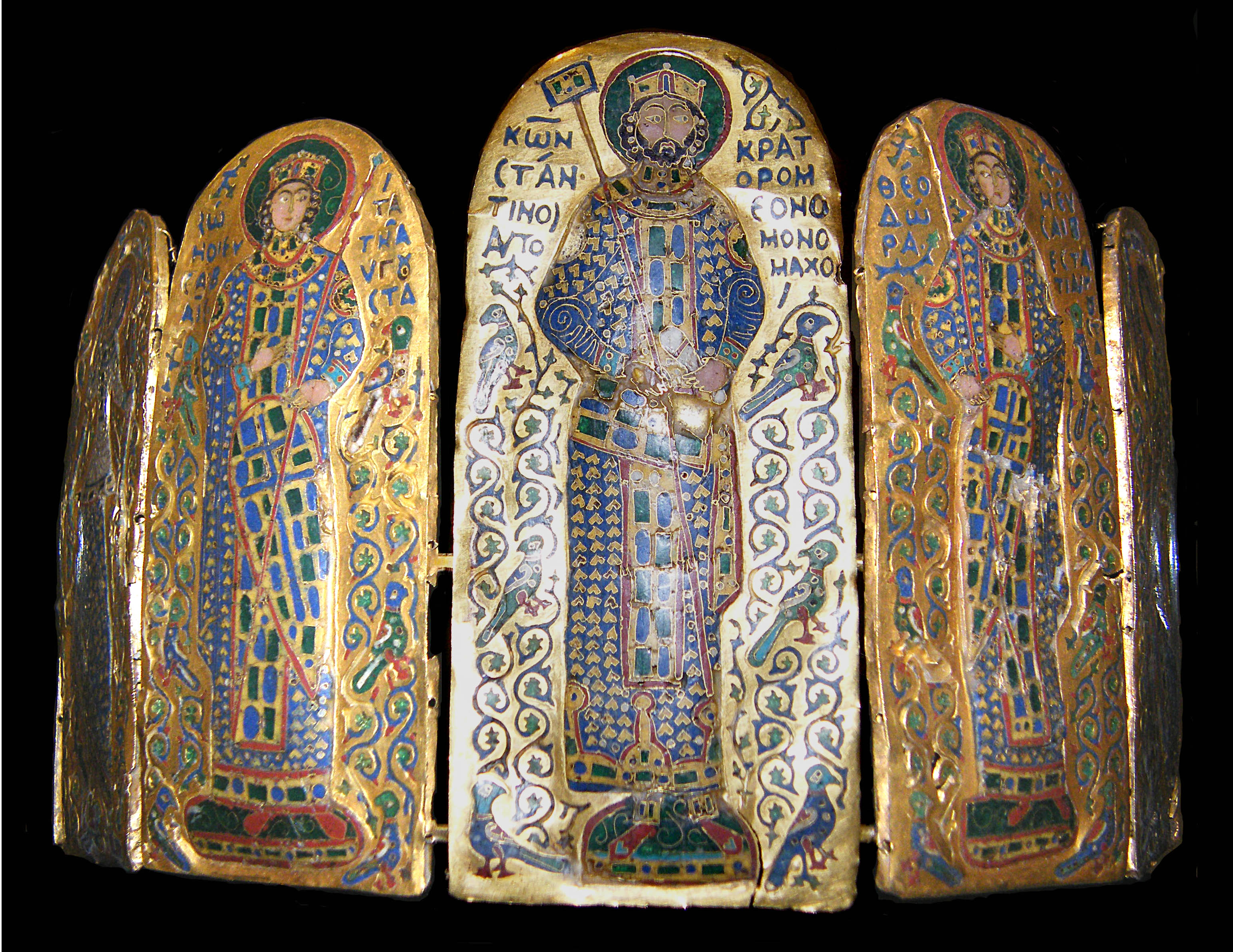
Couronne de Constantin Monomaque
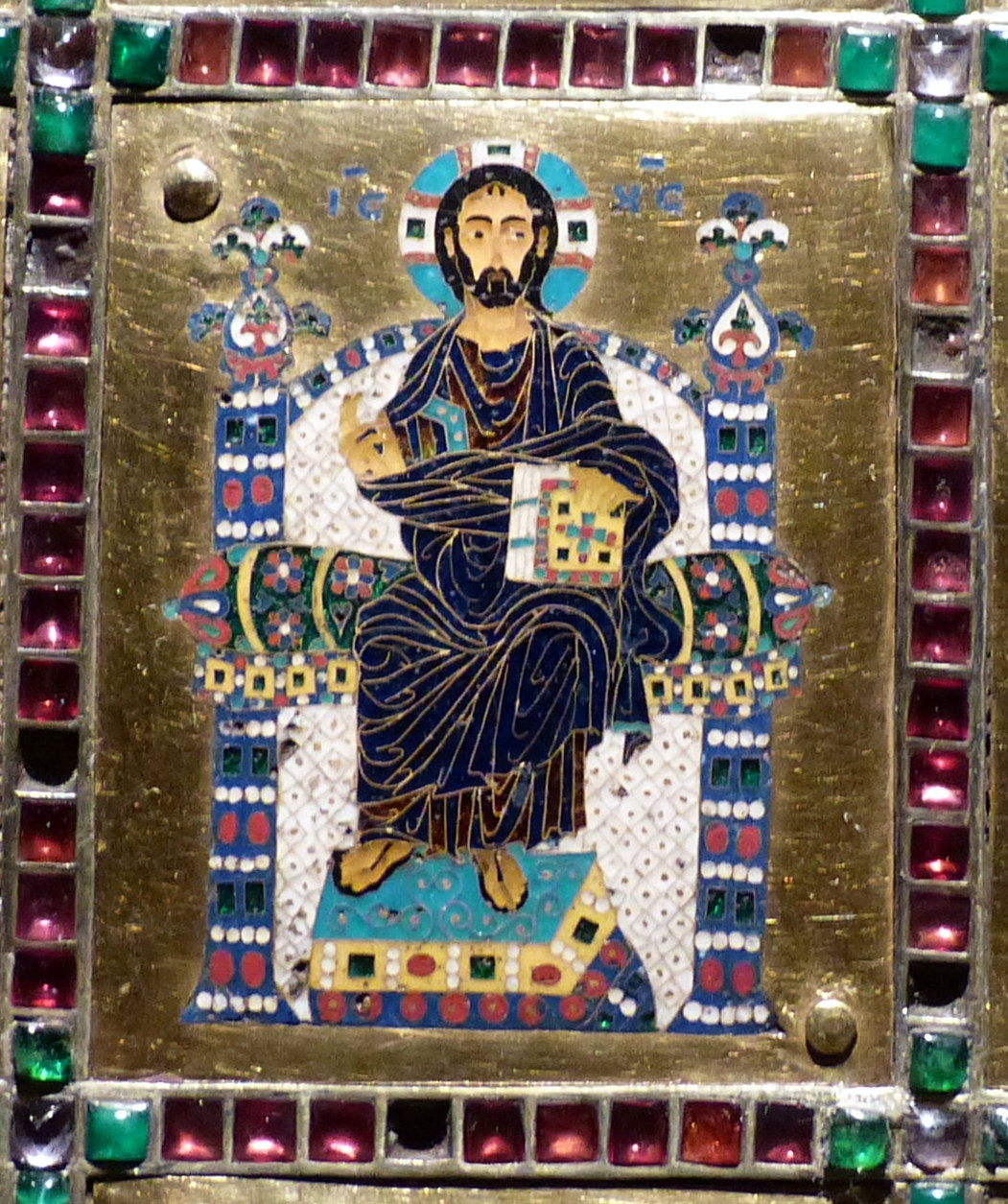
Christ pantocrator, Staurothèque de Limbourg-sur-la-Lahn
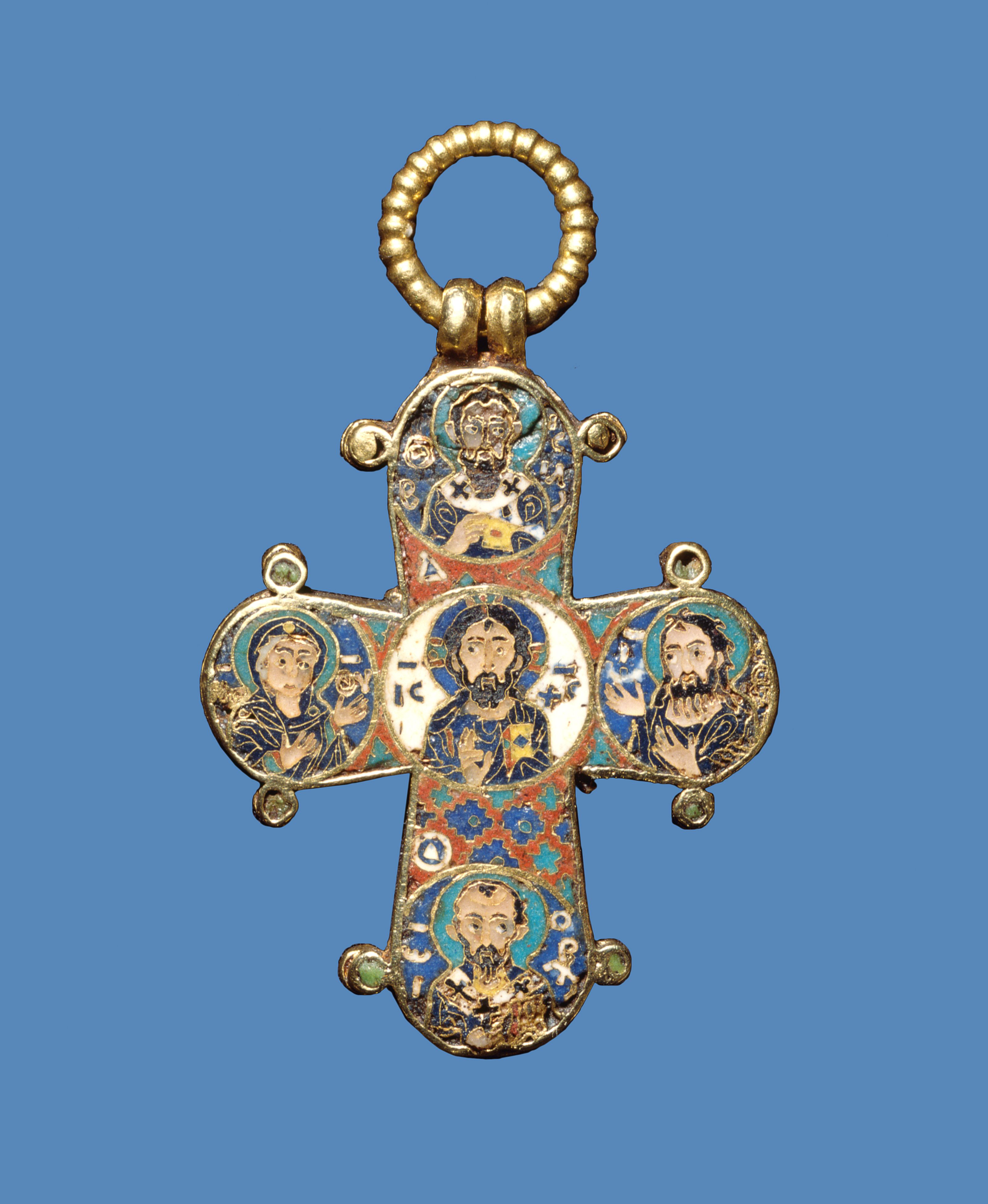
Croix reliquaire de Ringsted (Danemark)

### Orfèvrerie

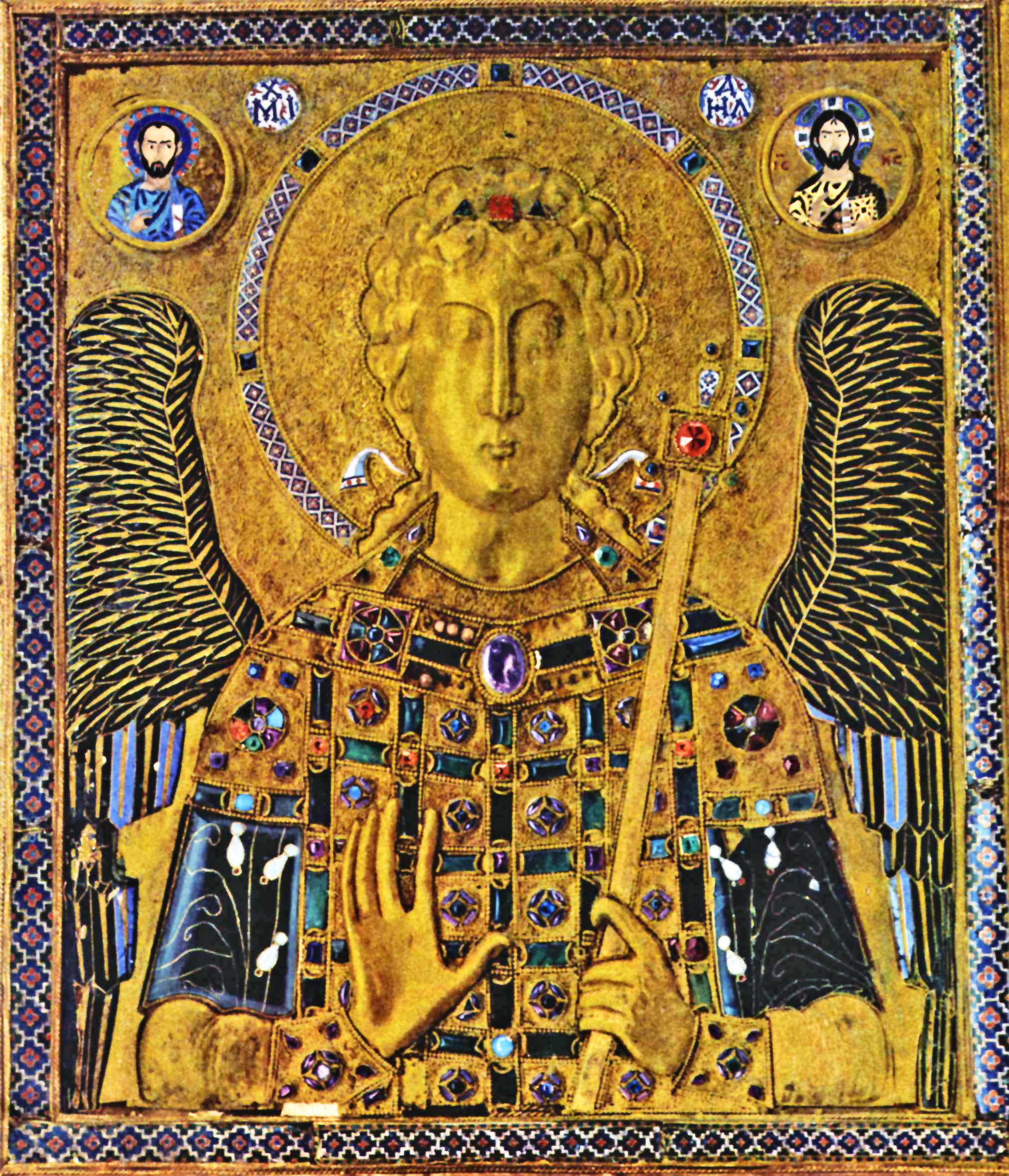
Maître de l'icône de l'archange Michel, basilique Saint-Marc, Venise

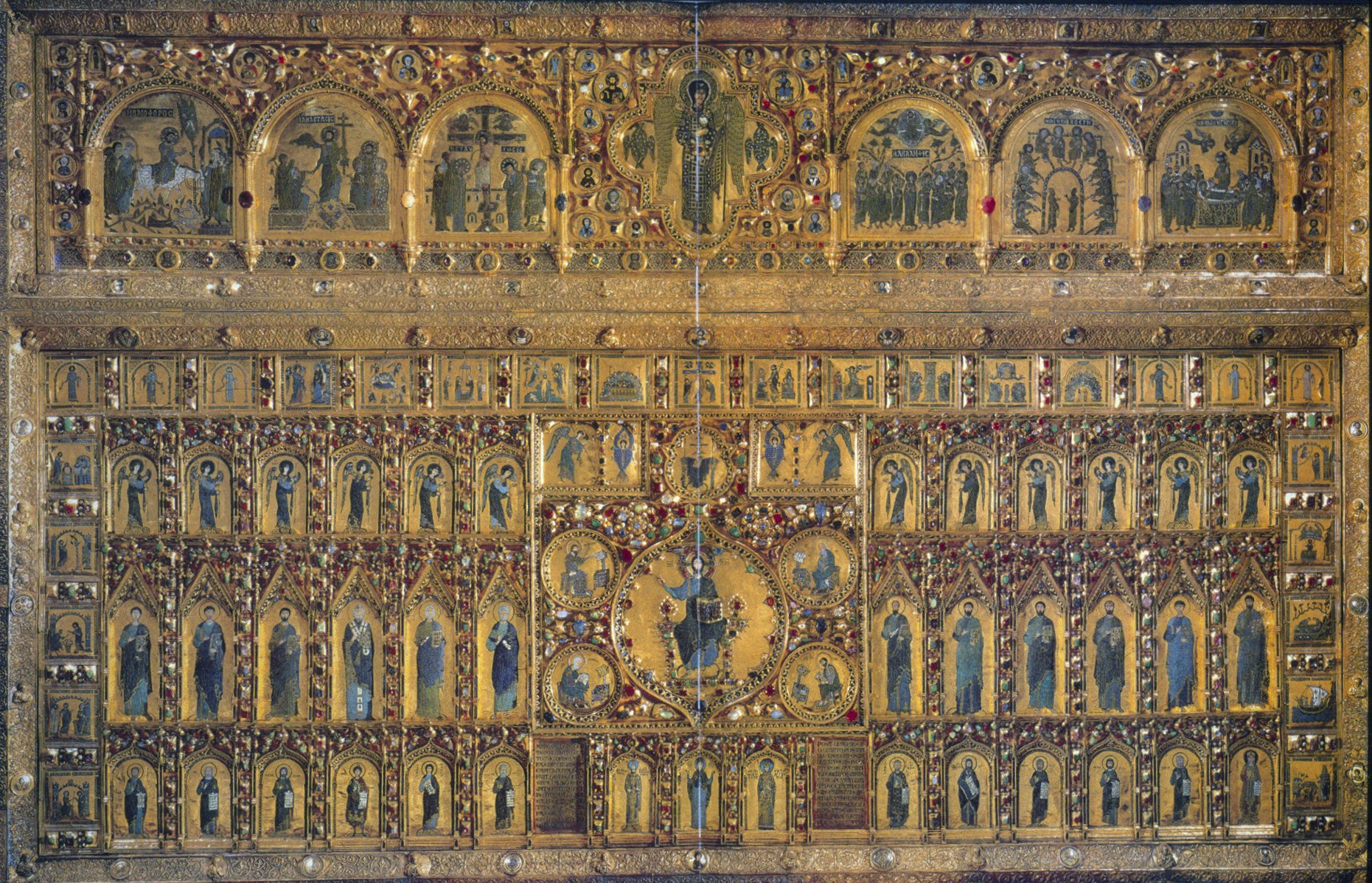
Pala d'oro, retable or et émail, basilique Saint-Marc de Venise

Principalement religieuse, quoiqu'il existe quelques bijoux, l'orfèvrerie s'épanouit constamment. Les objets produits sont en général des reliquaires et des icônes.  
L'icône de l'archange saint Michel, conservé à Venise, dans le trésor de Saint-Marc, date du Xe siècle et est réalisée en or et argent doré, les décors étant réalisés en émail cloisonné sur or, au repoussé (visage) et avec des pierres semi-précieuses ou précieuses. Elle présente un panel de toutes les techniques existant antérieurement qui atteignent à cette époque leur apogée. Le visage de l'archange est stylisé comme au VIe siècle, ce qui correspond à un retour à l'antique volontaire : arcades sourcilières en arc de cercle, nez long et droit, yeux écarquillés, bouche menue et sinueuse. 
Le reliquaire de Limbourg-sur-la-Lahn, rapporté de Constantinople en Allemagne par le chevalier Ulrich von Ulmen, à l'issue de la IVe croisade, est une staurothèque, un reliquaire de la vraie croix. La croix, qui porte au revers une inscription aux noms de Constantin VII Porphyrogénète et de son fils Romain II, fut exécutée entre 945 et 959, mais le reliquaire à compartiments est inscrit au nom du proèdre Basile, bâtard de Romain Ier, et fut donc réalisé entre 968 et 985.
Staurothèque réalisée dans les ateliers impériaux. Des fragments de la vraie croix sont enchâssés dans la monture orfévrée, et plusieurs logettes, portant des inscriptions en grec renferment d’autres reliques de la Passion du Christ (fragments de la tunique, du linceul, de la couronne d’épines, des clous). Les techniques utilisée sont ici encore diverses : or, argent doré, émail cloisonné sur or, perles, pierres précieuses.
L'encrier du calligraphe Léon, conservé à la cathédrale de Padoue, constitue l'un des rares exemples d’orfèvrerie profane. En argent doré, il porte des figures qui évoquent celles de l’argenterie romaine (mythologie), séparées par une colonne serpentine. Sur le couvercle on aperçoit un Gorgoneion, qui rappelle ceux des chapiteaux de Didymes situés dans la citerne de Constantinople.
L'or revêt par ailleurs une signification particulière dans la société byzantine. Ce n'est pas seulement un matière précieuse et une couleur brillante, c'est également quelque chose de sacré. L'or renvoie à l'illumination, au divin. C'est un moyen d'accéder au divin. C'est aussi pour cette raison que les icônes sont couvertes d'or.

### Ivoire
La production d'ivoire, très importante dans le premier art byzantin s'arrête assez brusquement entre le VIIe siècle et le Xe siècle, pour plusieurs raisons, notamment la crise iconoclaste et l'arrivée de l’Islam, qui prend le contrôle du commerce de l'ivoire. Il faut attendre le milieu du Xe siècle et Constantin VII Porphyrogénète (913-959) pour voir renaître une production d'objets d'ivoire. Elle sera pourtant de courte durée, puisqu'aucun ivoire ne sera plus produit dans le monde byzantin après le milieu du XIe siècle
La production est divisée en trois groupes :

#### Le groupe Nicéphore
L'œuvre éponyme de ce groupe est une staurothèque conservée à Cortone, dans l'église San-Francesco. En partie supérieure, on aperçoit le Christ entouré de deux archanges dans des médaillons ; au-dessous, une scène de déisis, la relique tenant lieu du Christ et au niveau inférieur, l’empereur est entouré par sainte Hélène et saint Longin. Au revers une inscription en croix donne les noms de Nicéphore (l’empereur) et d’Étienne (le commanditaire), gardien du trésor de Sainte-Sophie. Le style est caractéristiques du groupe : des personnages monumentaux, imposants malgré un canon assez long, des visages larges avec des nez busqués, des bouches épaisses, des mentons proéminents et de grands yeux, une chevelure aux mèches bien séparées, et enfin des drapés classiques, un peu lourds.

#### Le groupe Romanos

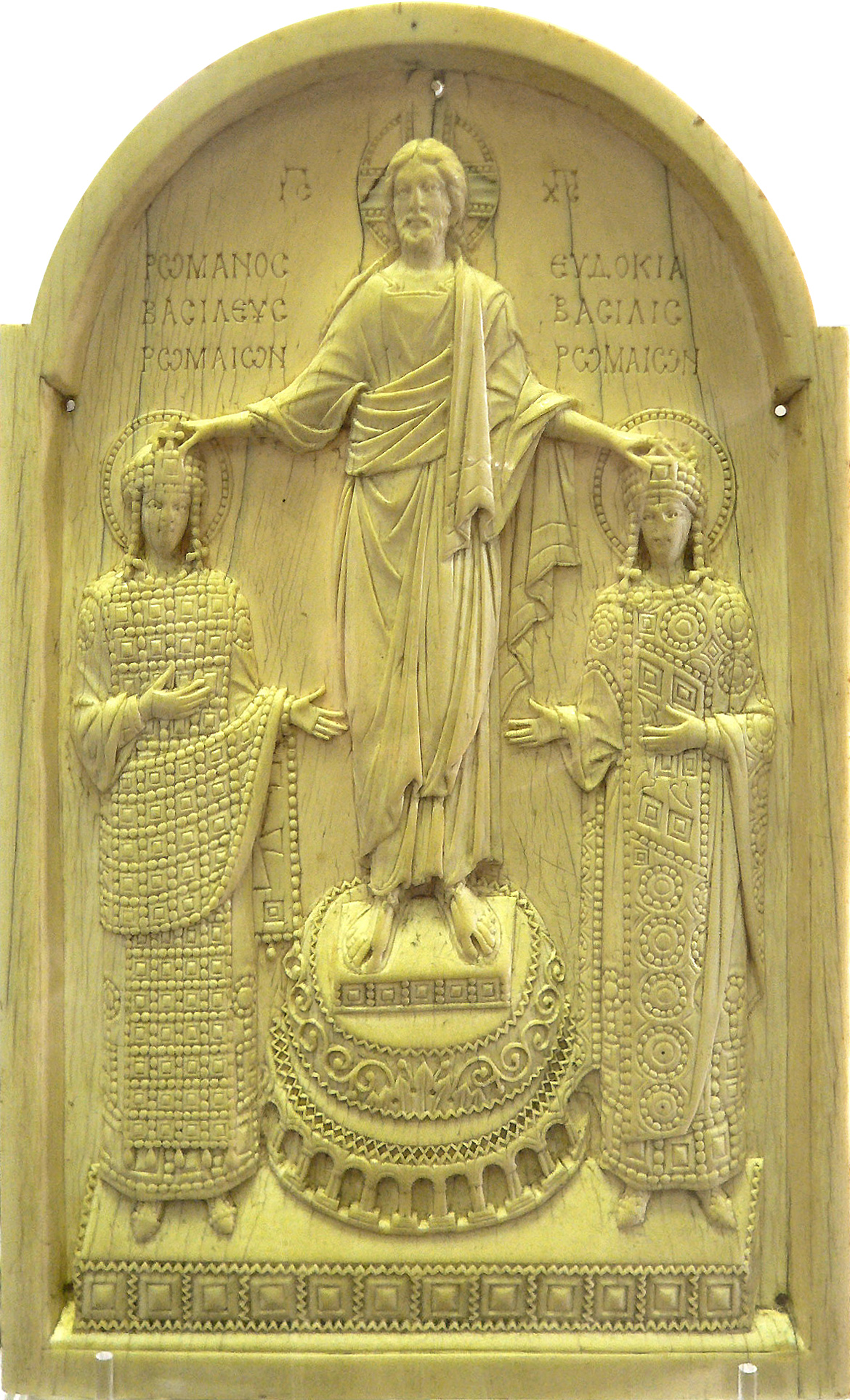
Romanos et Eudoxie, Cabinet des médailles de la Bibliothèque nationale de France

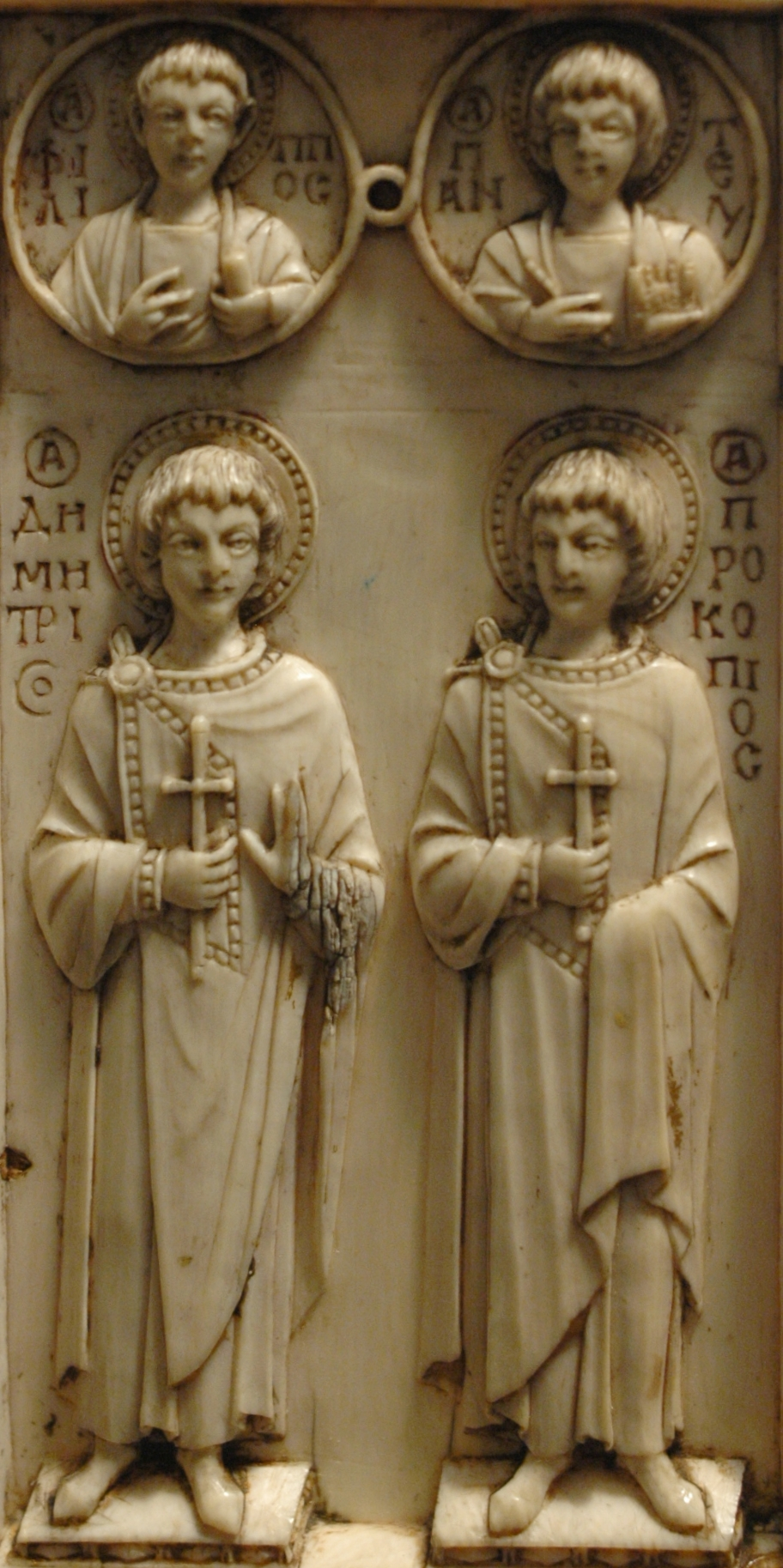
Triptyque Harbaville : saints Démétrios et Procope, Ivoire avec des traces d'or, Constantinople, milieu du Xe siècle, musée du Louvre

On appelle ce groupe Romanos en référence à l'ivoire de Romanos et Eudoxie, conservé au cabinet des médailles à la BNF. Cette plaque cintrée, sculptée en faible relief représente le Christ debout sur un piédestal, qui bénit l'empereur Romanos et sa femme Eudoxie en apposant les mains sur leurs têtes. L’empereur porte le loros et Eudoxie la chlamyde. La datation de cet ivoire reste cependant plus malaisée qu'il n'y paraît, étant donné que deux couples correspondent à ces noms. Il pourrait s'agir soit de Romain II (r. 959-963) fils de Constantin VII Porphyrogénète qui épouse en 944 la fille du roi d’Italie, Berthe-Eudoxie, soit de Romain IV Diogène (1068-1071) et de son épouse Eudocie Makrembolitissa.
Quoi qu'il en soit, le style est caractéristique du groupe Romanos : une composition sobre et simple, un canon allongé avec des têtes plutôt menues, des  attitudes élégantes, une certaine plasticité, une individualisation des personnages. La technique est également très caractéristique : la matière est travaillée en faible relief, des facettes pour faire jouer la lumière ; les contours des personnages sont soulignés à l'aide de petites gouttières.
Le triptyque Harbaville, conservé au musée du Louvre, est lui aussi représentatif du groupe Romanos. Lorsqu'il est ouvert, les deux panneaux des côtés comportent des saints, tandis qu'au centre se trouve une déïsis en partie supérieure et cinq apôtres en partie inférieure. Au revers, une croix posée dans une nature symbolique et sur un ciel étoilé représente le salut, tandis que les battants comportent des pères de l'Église. Le programme iconographique est de toute évidence soigneusement étudié pour représenter le cosmos, l'universalité de la foi. Du point de vue stylistique, on note une grande élégance, un goût du détail et du réalisme ; tandis que pour la technique, on retrouve la taille à facettes et l'incision des contours, tandis qu'une légère polychromie rehausse le tout.

#### Le groupe pictural ou antiquisant

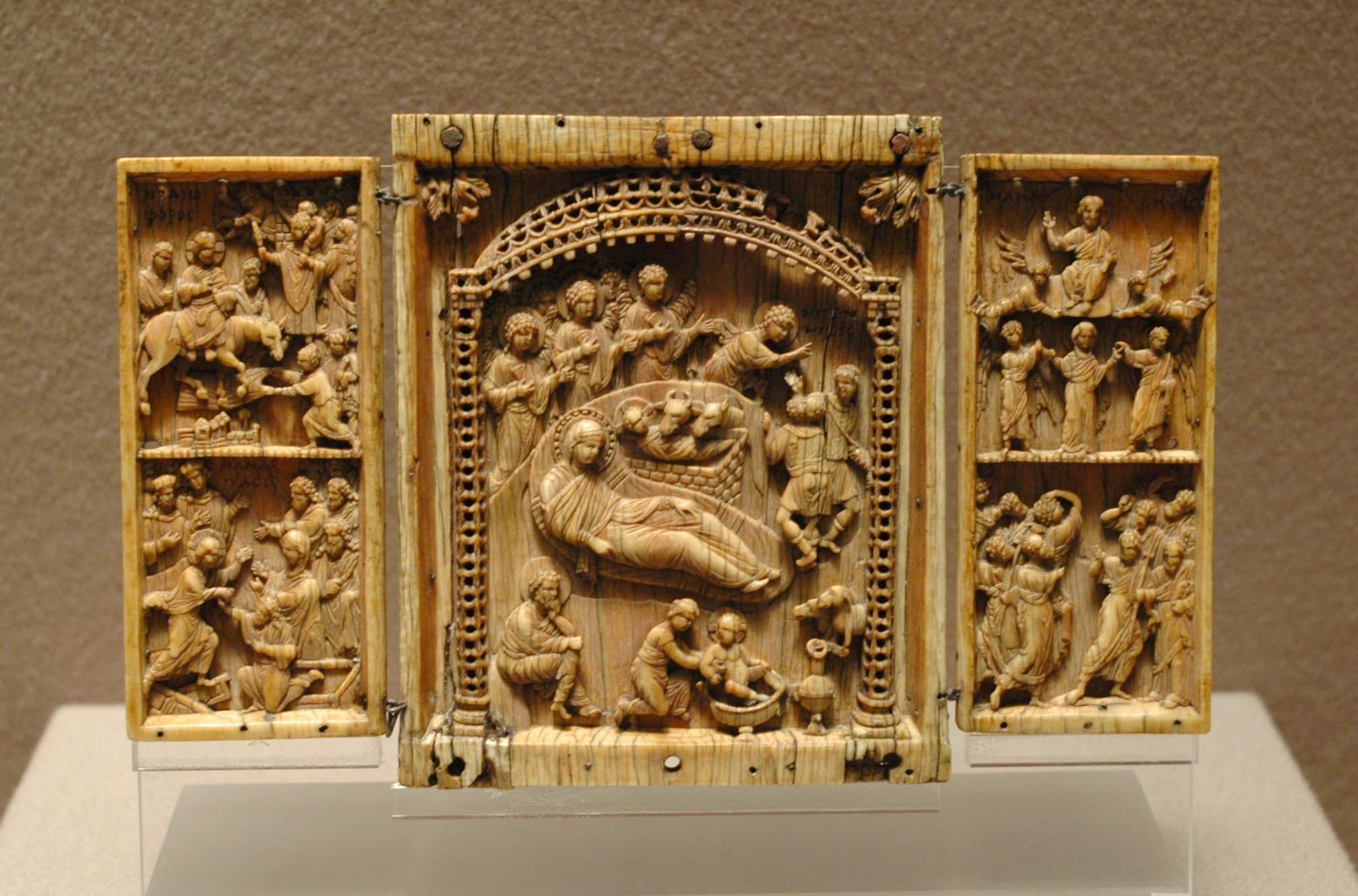
Triptyque des scènes de la vie du Christ, Constantinople, fin du Xe siècle, ivoire pourpré, Louvre

La pièce maîtresse de ce groupe n'est pour une fois pas religieuse : il s'agit du coffret de Veroli, conservé à Londres, au Victoria and Albert Museum. Le groupe pictural en effet est composé de très peu de pièces à caractères religieux, les coffrets à rosettes constituant la majeure partie de la production. On les nomme ainsi car ils présentent des décors séparés par de petites plaques de rosettes, réalisées en série. Les décors figurés, quant à eux étaient sculptés sur commande. On y trouve des thèmes antiques, souvent traités de façon érotique ou humoristique, toujours vifs et animés. Sur le coffret de Veroli, on note ainsi la présence d'un sacrifice d'Iphigénie, de Bellérophon capturant Pégase, ou encore des amours diversement occupés. Les personnages sont joufflus, potelés, coiffés de boucles, avec un canon court et des attitudes dansantes.
On connaît pourtant quelques objets religieux, comme le triptyque des scènes de la vie du Christ conservé au Louvre.
Une petite représentation de la Crucifixion, datant du milieu du Xe siècle est la seule partie subsistante d'un triptyque. Elle est conservée au Metropolitan Museum de New York. La scène comme dans celui du Louvre, est représentée sous un baldaquin soutenu par des colonnes sculptées ajourées. Les coins supérieurs contiennent des palmettes stylisées .

#### Exemples échappant aux classifications
La classification des ivoires en trois groupes reste malheureusement non exhaustive, et on connaît de nombreux objets qui n'y entrent pas. C'est par exemple le cas d'un coffret conservé à la cathédrale de Troyes en ivoire teint à la pourpre, dont le couvercle montre un triomphe impérial, la face une chasse au fauve, le revers une chasse au sanglier et les côtés des phénix, un motif chinois connu par les imports de soie. Les personnages grêles et démesurément allongés ne font nullement référence à l'Antiquité, mais sans doute à diverses sources orientales.

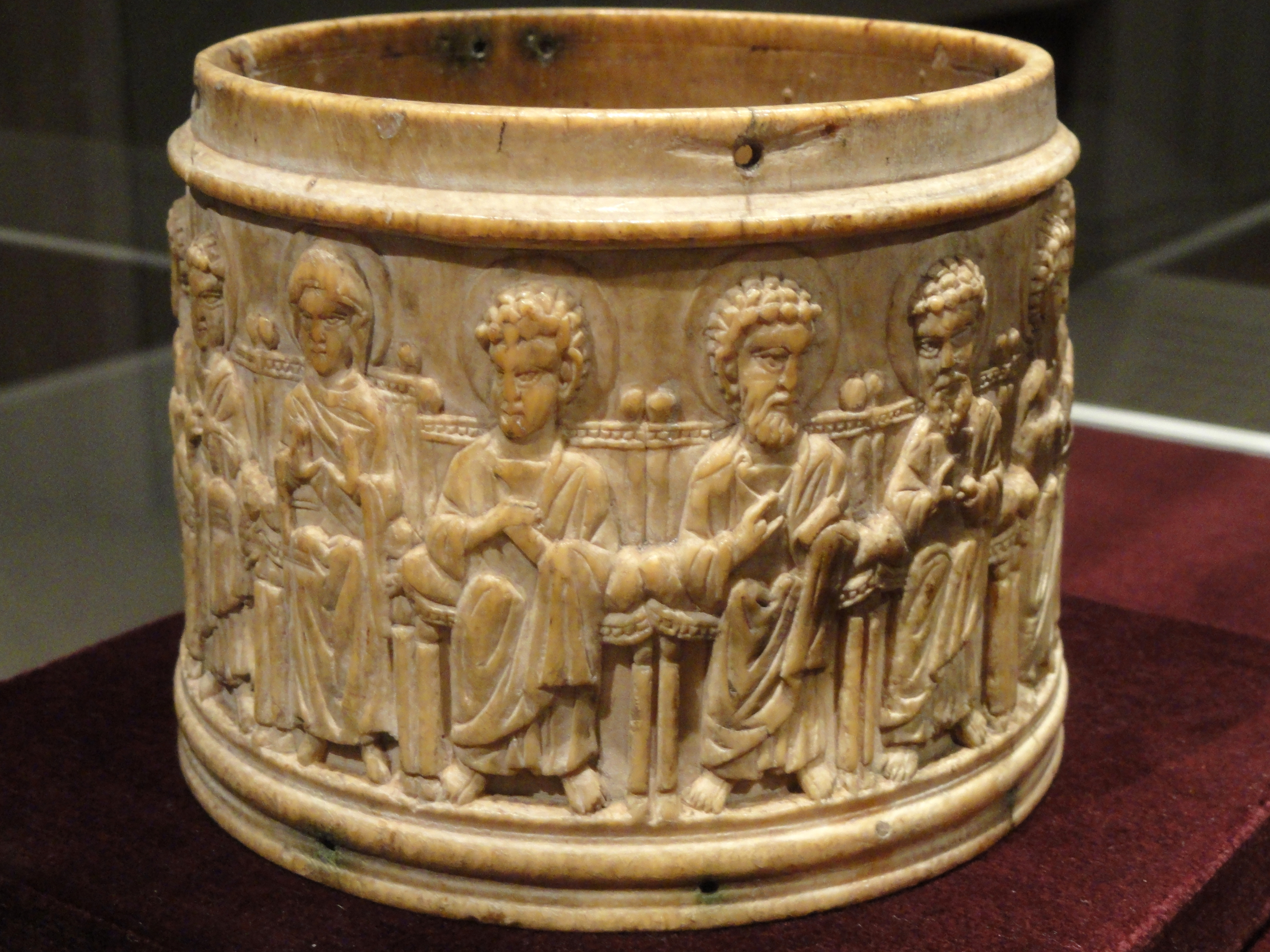
Custode des Apôtres, vers 980-1010
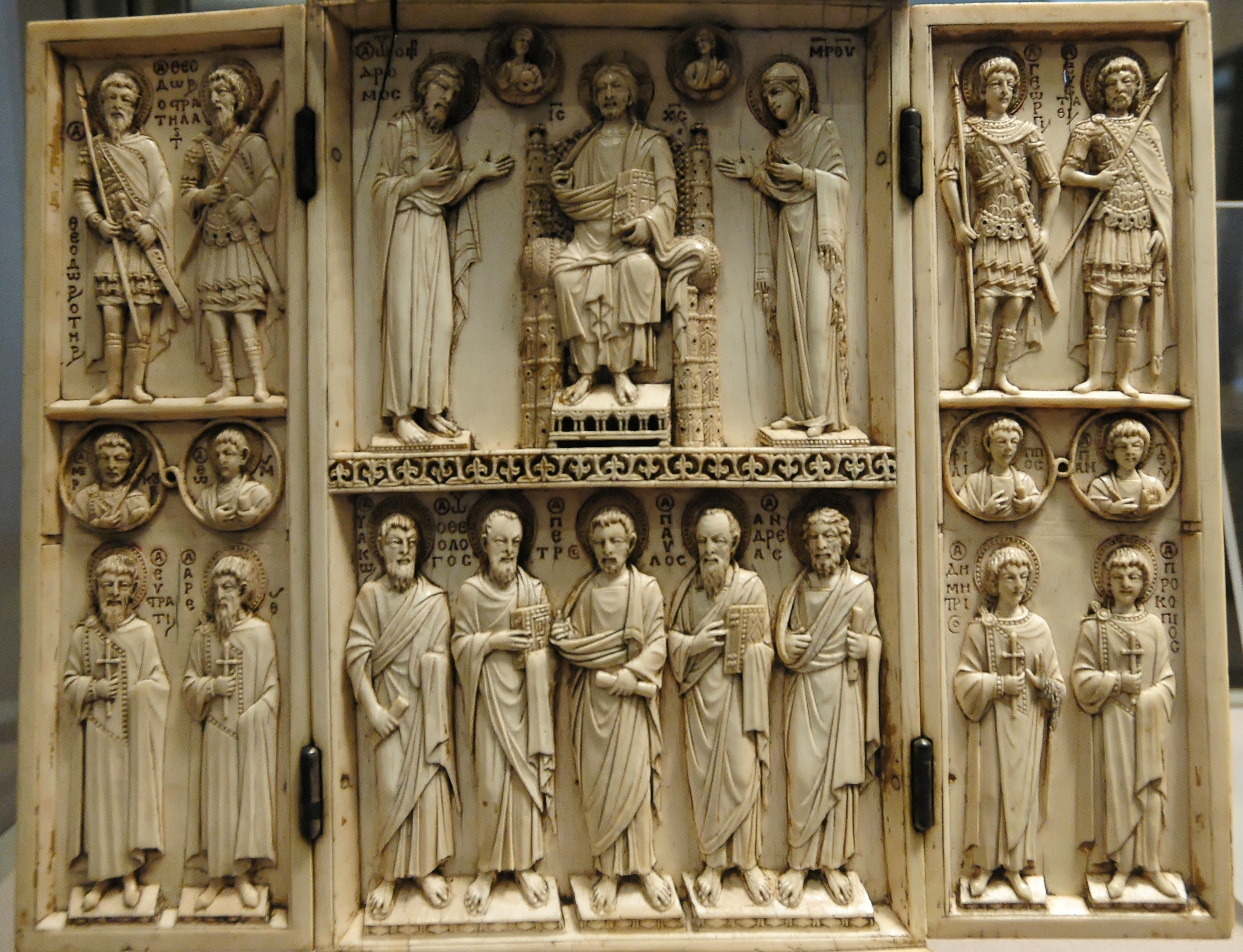
Triptyque Harbaville
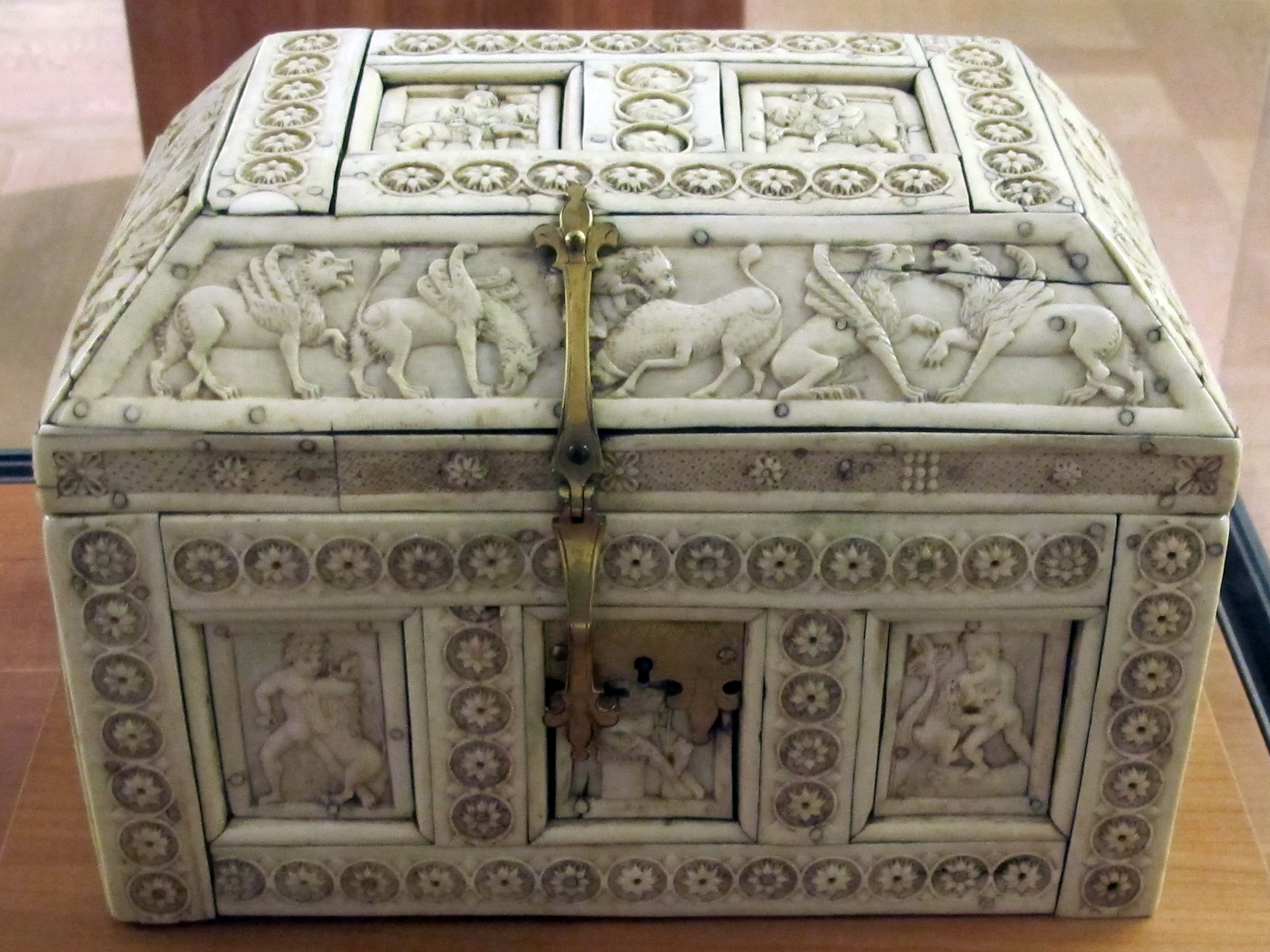
Coffret-sarcophage byzantin en ivoire à motifs mythologiques
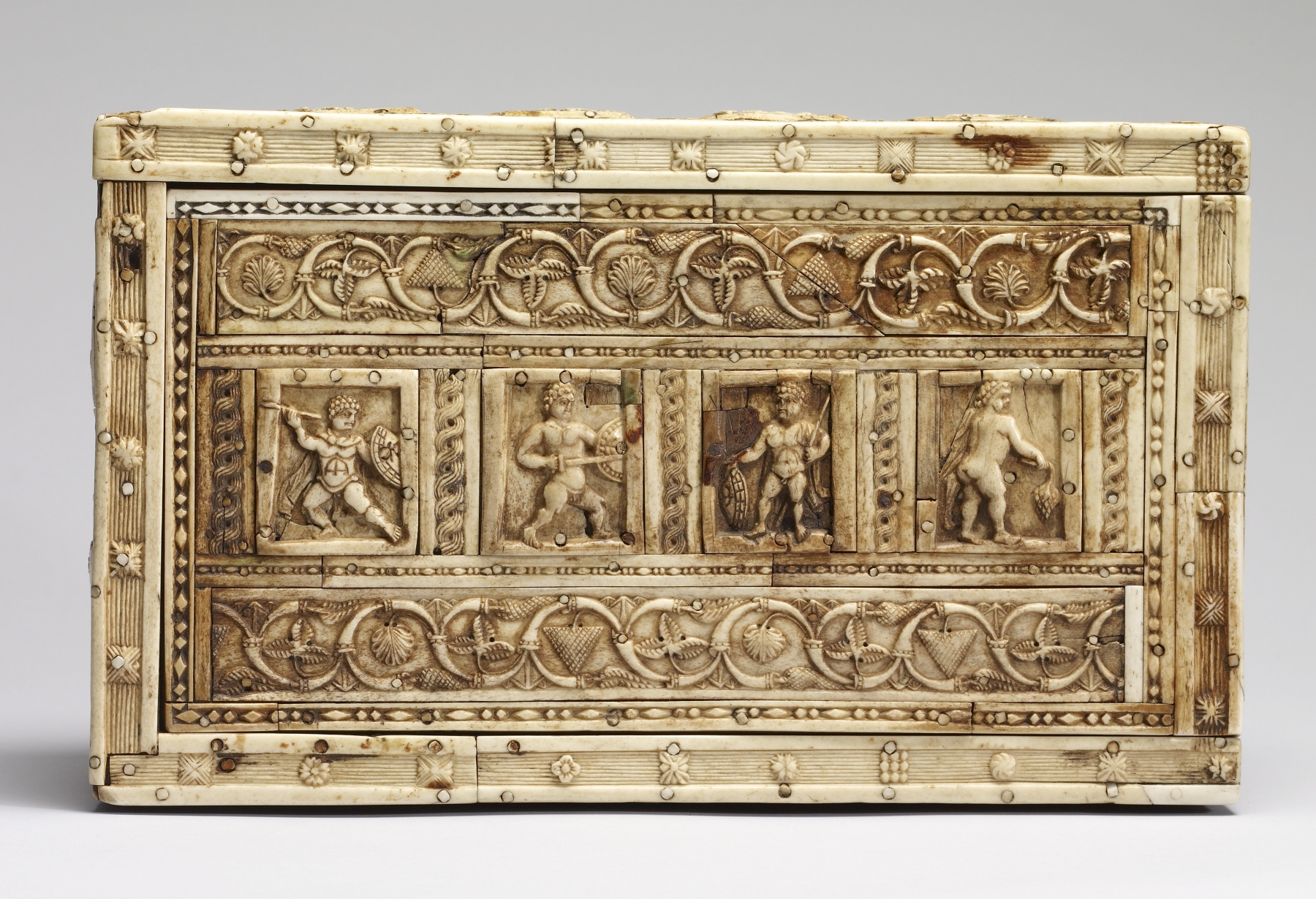
Coffret avec guerriers et amours

#### Olifants byzantins

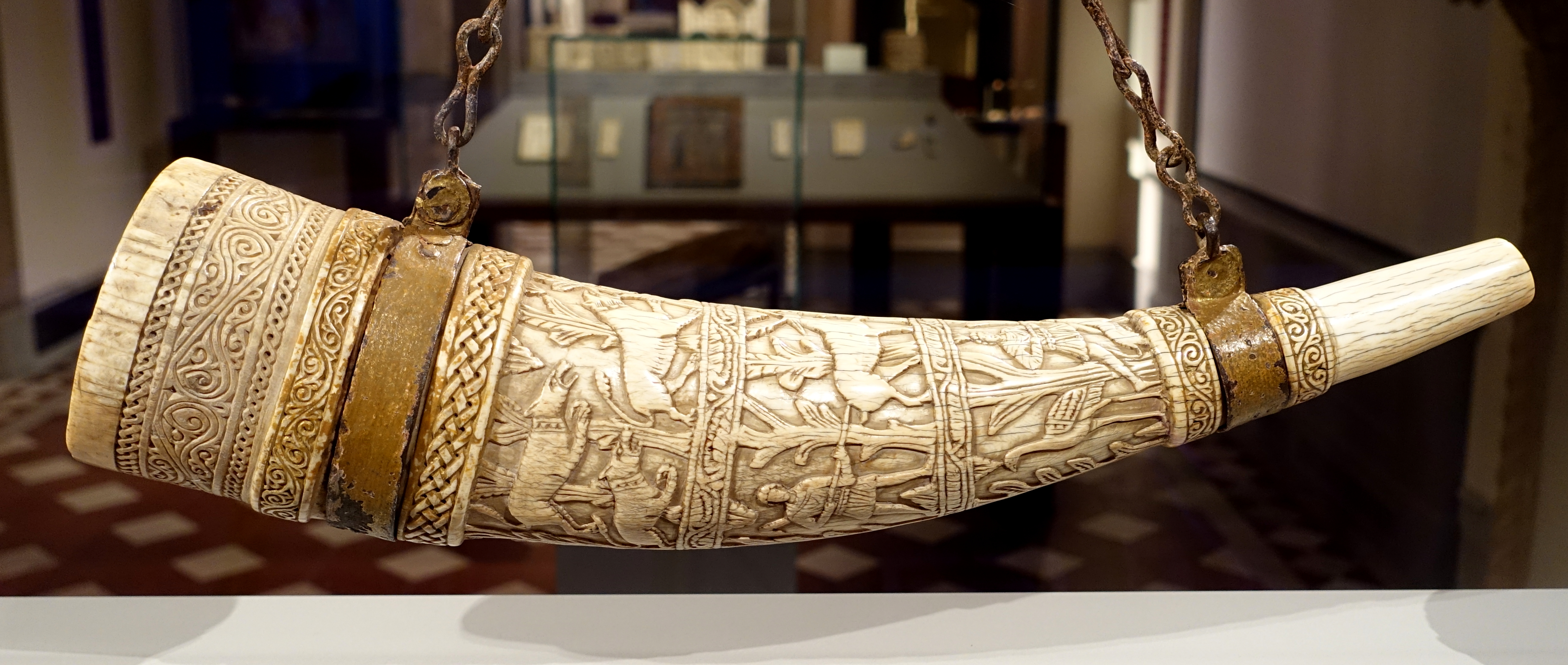
Olifant byzantin (11e ), Bode-Museum, Berlin
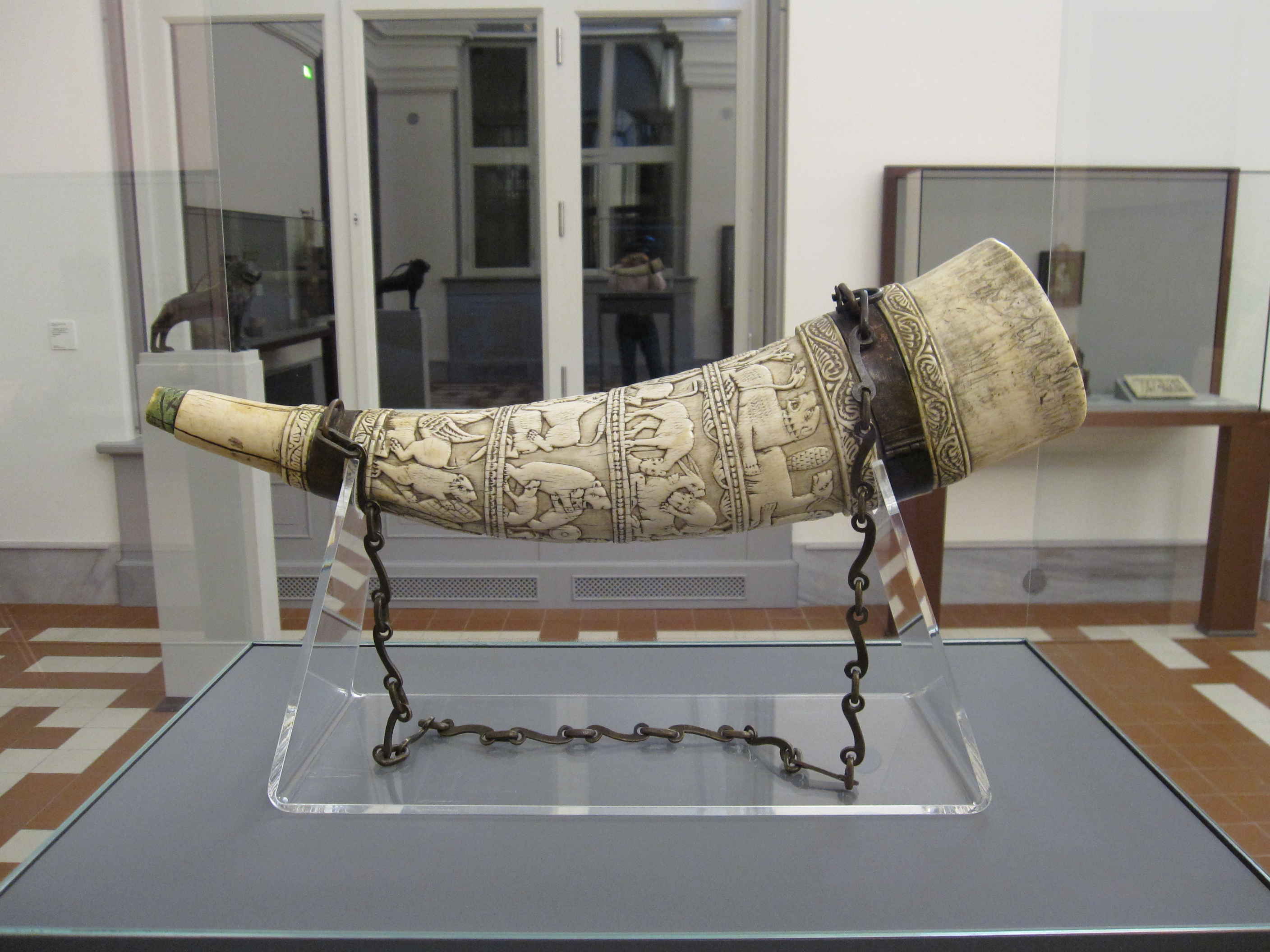
Olifant byzantin
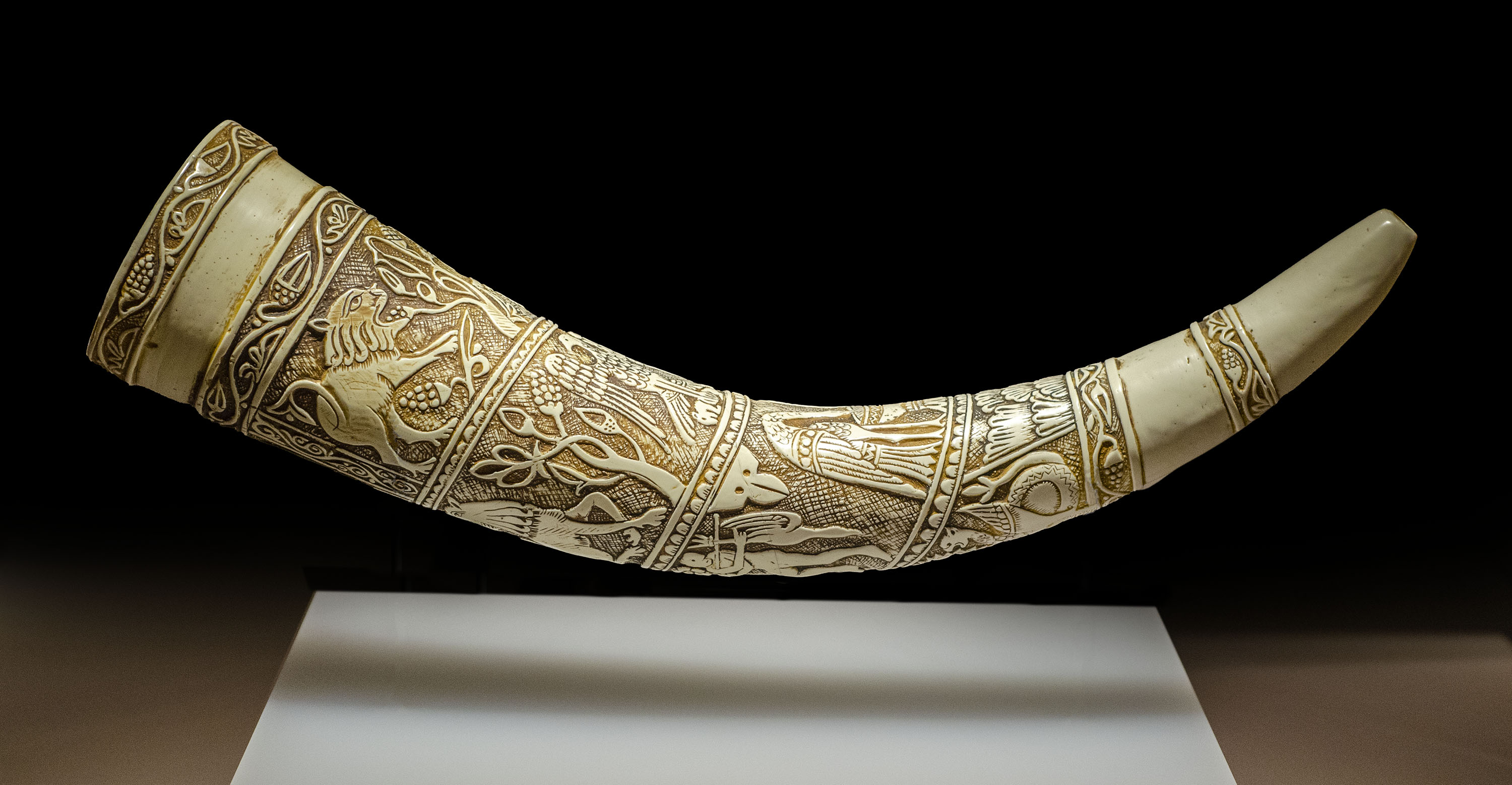
Olifant de Gastón IV de Béan (es)
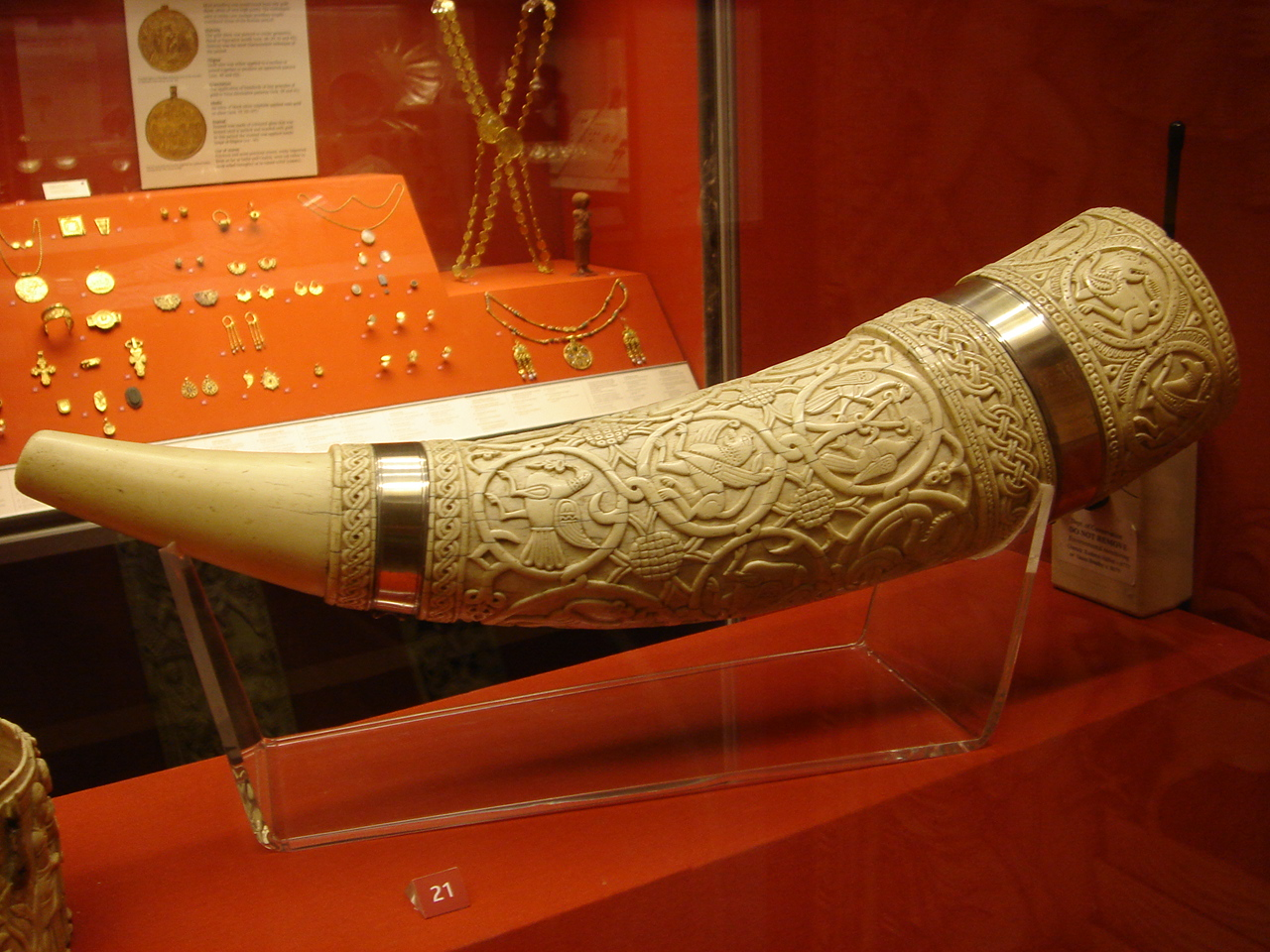
Olifant de Borradaile (es)
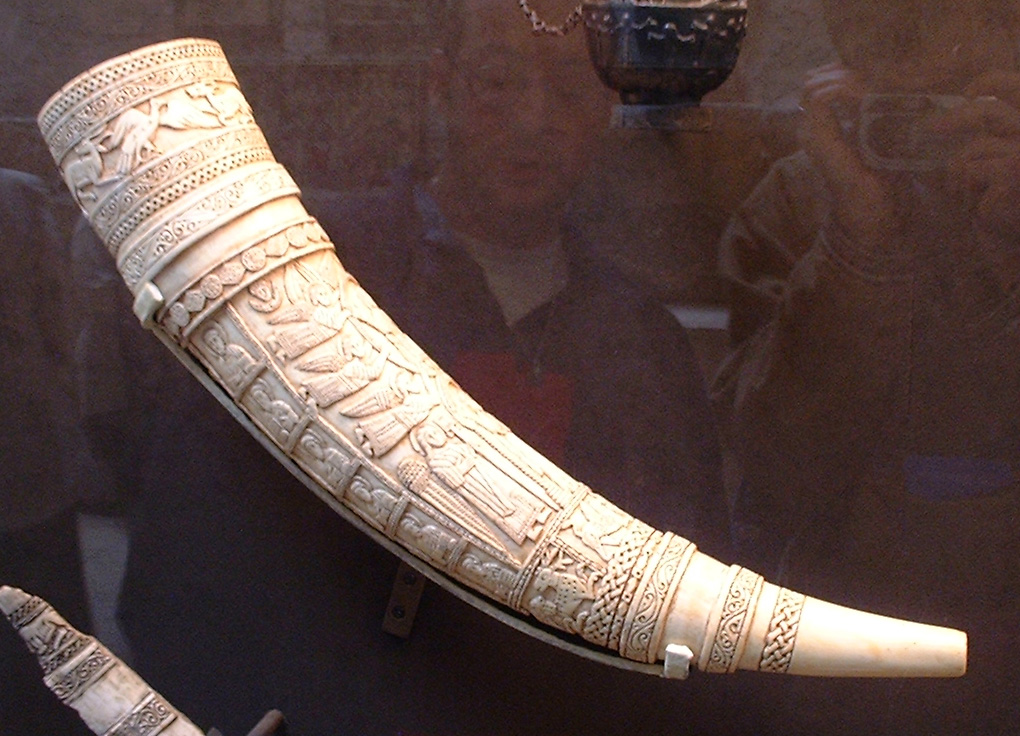
Olifant de Saint-Arnoul de Metz (es)

### La stéatite

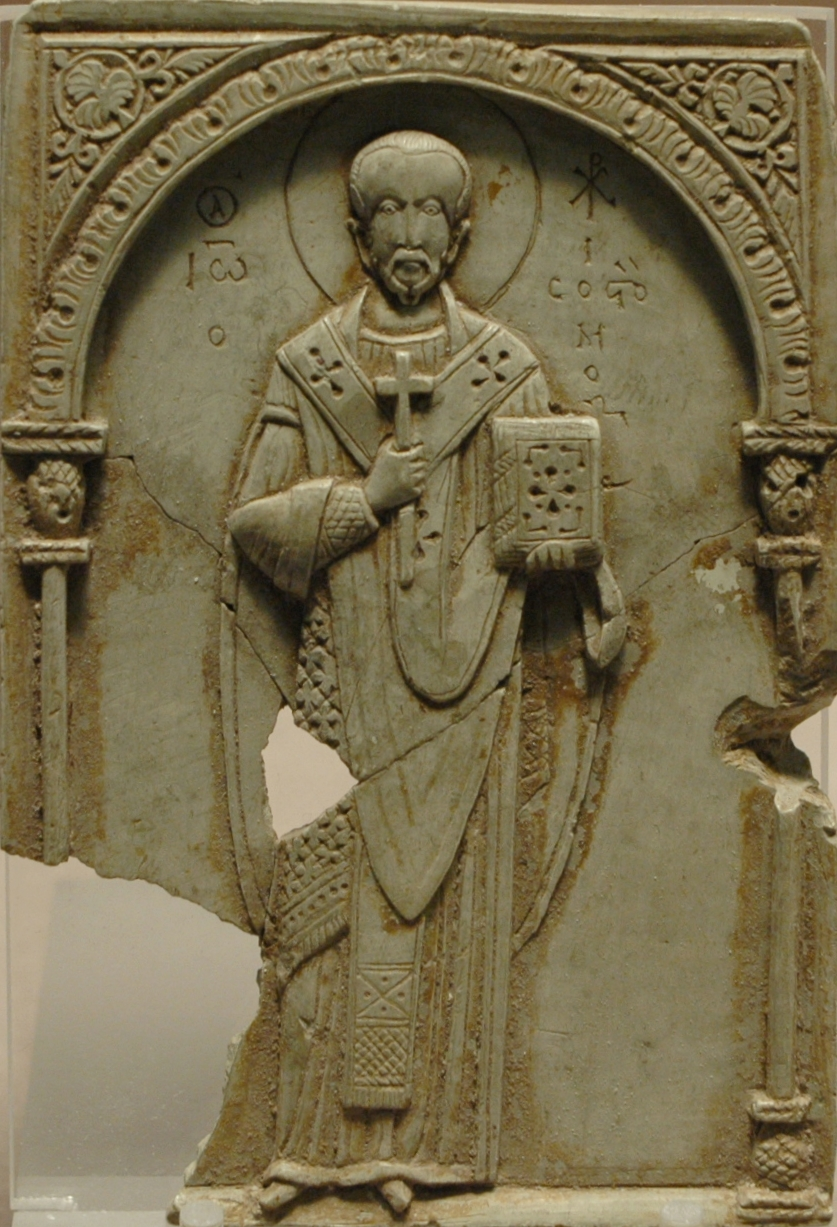
Jean Chrysostome, Constantinople, 1re moitié du XIe siècle, stéatite et rehauts d'or, Louvre

La stéatite est une pierre gris vert tendre et facile à travaille mais qui durcit au feu. Cette technique antique, tombée en désuétude, renaît sous les macédoniens pour remplacer l'ivoire lorsque celui-ci est trop cher. On l’utilise essentiellement pour des images religieuses, avec des réhauts de peinture et de dorure. Sa proximité avec l’ivoire fait qu'on classe généralement les objets de stéatites dans les mêmes groupes stylistiques.
L'icône de saint Gabriel, conservé à Fiesole, au musée Bandini, représente le saint entre deux colonnes torses, vêtu d’un loros brodé. Il tient un trisaghion, une hampe portant un drapeau ou est inscrit trois fois le mot hagios, « saint ». Le canon est proche de celui du groupe Romanos, mais le corps massif fait penser à une datation plus tardive, fin XIe siècle ou début XIIe siècle.

### Le verre
Il faut surtout signaler un objet majeur, assez isolé : la coupe en verre teinté de pourpre du trésor de Saint-Marc de Venise, daté du Xe siècle. Le verre teint, doré et émaillé (rouge, bleu, bleu gris, vert) se trouve enchâssé dans une monture en argent doré. Sur la panse on observe la présence de sept médaillons émaillés et dorés, avec des figures mythologiques (Bacchus, Mercure, Mars, Ajax, Hercule, un augure), les bordures étant constituées de rosettes. Quatorze petits médaillons secondaires présentent des profils rappelant des camées antiques. On remarque, outre la forte influence de l'antiquité, la connaissance des modèles des arts de l'Islam, avec l'inscription pseudo-kufique qui court sur le col et sur la base.

## L'art du livre
Au début du IXe siècle, le passage de l'écriture onciale à l'écriture cursive provoque la multiplication des livres copiés, alors qu'une importante littérature prend son essor. Un esprit encyclopédiste souffle sur l'art littéraire : ainsi, le patriarche Photios compile les 279 notices des œuvres de sa bibliothèque, qui concernent des textes antiques, religieux et profanes. Platon, les auteurs dramatiques grecs, les historiens antiques, et les pères de l’Église sont mis à l'honneur, tandis que se développe le genre du roman grec et du livre d'histoire.
Les psautiers, textes qui regroupent les psaumes, sont fréquemment illustrés. Ils peuvent être de deux sortes : monastiques, avec de nombreuses petites illustrations marginales, ou aristocratiques, comme le Psautier de Paris (Xe siècle), conservé à la BNF, qui ne contient que quatorze illustrations, toutes en pleine page. Comme toujours, le style est marqué par des influences antiques, tout comme l'iconographie : une grande importance est accordée aux allégories, comme la Nuit et l'Aurore qui entourent Isaïe dans « la prophétie d'Isaïe ».